# 傑佛遜 (馬里蘭州)
傑佛遜（英語：Jefferson）是位於美國馬里蘭州弗雷德里克縣的一個普查規定居民點。

## 人口
根據2020年美國人口普查的數據，傑佛遜的面積為7.22平方千米，當中陸地面積為7.22平方千米，而水域面積為0.00平方千米。當地共有人口2697人，而人口密度為每平方千米373.55人。